# Quần đảo Banggai
Quần đảo Banggai (tiếng Indonesia: Kepulauan Banggai) là một nhóm đảo nằm ở cực đông của tỉnh Trung Sulawesi, Indonesia. Quần đảo tạo thành một huyện (kabupaten) của tỉnh Trung Sulawesi, được thành lập vào năm 1999 bằng cách chia huyện Banggai thành một huyện Banggai mới nằm trên đất liền của Sulawesi và một huyện Quần đảo Banggai bao gồm toàn bộ quần đảo (với thủ phủ là thị trấn Banggai). Vào tháng 12 năm 2014, huyện Quần đảo Banggai tiếp tục bị chia tách khi bảy huyện xa về phía nam (bao gồm cả đảo Banggai, cùng với các đảo nhỏ hơn ở phía tây nam và đông nam) tách ra để thành lập huyện Banggai Laut mới.
Do đó, huyện Quần đảo Banggai đã thu hẹp bao gồm đảo chính Peleng cùng với nhiều đảo nhỏ ngoài khơi khác. Huyện có diện tích 2.488,79 km2 và có dân số 109.384 theo điều tra dân số năm 2010 và 120.142 theo điều tra dân số năm 2020; ước tính chính thức vào giữa năm 2021 là 121.684. Quần đảo được bao bọc bởi vịnh Tolo (Teluk Tolo) của biển Banda, và biển Molucca. Eo biển Peleng (Selat Peleng) ngăn cách quần đảo với lục địa Sulawesi.

## Hành chính
Huyện Quần đảo Banggai được chia thành 12 khu (kecamatan), được lập bảng dưới đây với diện tích và dân số của chúng theo điều tra dân số năm 2010 và điều tra dân số năm 2020, cùng với các ước tính chính thức vào giữa năm 2021. bảng cũng bao gồm vị trí của trụ sở chính quyền khu , số lượng làng hành chính (desa nông thôn và kelurahan đô thị, tổng cộng lần lượt là 141 và 3) và các đảo ngoài khơi trong mỗi khu và mã bưu chính.
| Tên khu                              | Diện tích km2 | Dân số điều tra 2010 | Dân số điều tra 2020 | Dân số ước tính 2021 | Trung tâm hành chính | Số làng  | Số đảo | Mã bưu chính |           |
| ------------------------------------ | ------------- | -------------------- | -------------------- | -------------------- | -------------------- | -------- | ------ | ------------ | --------- |
| Totikum                              | 155,45        | 9.869                | 10.473               | 10.568               | Sambiut              | 11       | 4      | 94884        |           |
| Totikum Selatan (Nam Totikum)        | 95,19         | 8.036                | 8.499                | 8.574                | Kalumbatan           | 8        | -      | 94887        |           |
| Tinangkung                           | 312,60        | 13.201               | 17.194               | 17.699               | Salakan              | 11 (a)   | 52     | 94885        |           |
| Tinangkung Selatan (South Tinangkum) | 187,89        | 7.204                | 7.989                | align="right"        | 7.096                | Mansamat | 9      | -            | 94885 (a) |
| Tinangkung Utara (Bắc Tinangkung)    | 136,65        | 7.670                | 8.694                | 8.829                | Batulombo            | 6        | -      | 94886        |           |
| Liang                                | 176,19        | 3.076                | 8.531                | 9.629                | Liang                | 16       | 65     | 94883        |           |
| Peling Tengah (Trung Peling)         | 140,00        | 9.244                | 10.397               | 10.551               | Patukuki             | 11       | -      | 94888        |           |
| Bulagi                               | 275,66        | 9.529                | 9.493                | 9.524                | Bulagi Satu          | 16 (b)   | 2      | 94882 (b)    |           |
| Bulagi Selatan (Nam Bulagi)          | 319,00        | 9.716                | 9.713                | 9.745                | Lolantang            | 20       | 8      | 94882        |           |
| Bulagi Utara (Bắc Bulagi)            | 318,00        | 8.890                | 9.640                | 9.748                | Sambulangan          | 12 (c)   | -      | 94889        |           |
| Buko                                 | 184,84        | 9.376                | 9.880                | 9.965                | Tabata               | 13       | 21     | 94881        |           |
| Buko Selatan (Nam Buko)              | 187,32        | 7.881                | 8.649                | 8.756                | Lumbi-lumbia         | 11       | -      | 94880        |           |
| Tổng                                 | 2.488,79      | 109.384              | 120.142              | 121.684              |                      | 144      | 224    |              |           |

Notes: (a) bao gồm kelurahan  Salakan. (b) bao gồm kelurahan Bulagi (thị trấn). (c) bao gồm kelurahan Sabang.

## Giao thông
Merpati Nusantara Airlines phục vụ cho quần đảo từ Palu (thủ phủ của tỉnh Trung Sulawesi). Ngoài ra còn có một dịch vụ xe buýt qua Luwuk và sau đó bằng thuyền hoặc tàu thủy đến Banggai.

## Sinh vật
Quần đảo Banggai là quê hương của cá hồng y Banggai. Loài này có phạm vi địa lý cực kỳ hạn chế (5.500 km²) và tổng quy mô quần thể nhỏ (ước tính khoảng 2,4 triệu con). Cá hồng y Banggai bao gồm các quần thể biệt lập tập trung xung quanh vùng nước nông của 17 đảo lớn và 10 đảo nhỏ trong quần đảo Banggai. Nó đang bị đe dọa tuyệt chủng do bị thu gom để buôn bán cá cảnh.

## Khí hậu
Salakan có khí hậu rừng mưa nhiệt đới (Af) với lượng mưa vừa phải từ tháng 8 đến tháng 1 và lượng mưa lớn từ tháng 2 đến tháng 7.
| Dữ liệu khí hậu của Salakan       | Dữ liệu khí hậu của Salakan | Dữ liệu khí hậu của Salakan | Dữ liệu khí hậu của Salakan | Dữ liệu khí hậu của Salakan | Dữ liệu khí hậu của Salakan | Dữ liệu khí hậu của Salakan | Dữ liệu khí hậu của Salakan | Dữ liệu khí hậu của Salakan | Dữ liệu khí hậu của Salakan | Dữ liệu khí hậu của Salakan | Dữ liệu khí hậu của Salakan | Dữ liệu khí hậu của Salakan | Dữ liệu khí hậu của Salakan |
| Tháng                             | 1                           | 2                           | 3                           | 4                           | 5                           | 6                           | 7                           | 8                           | 9                           | 10                          | 11                          | 12                          | Năm                         |
| --------------------------------- | --------------------------- | --------------------------- | --------------------------- | --------------------------- | --------------------------- | --------------------------- | --------------------------- | --------------------------- | --------------------------- | --------------------------- | --------------------------- | --------------------------- | --------------------------- |
| Trung bình ngày tối đa °C (°F)    | 30.8 (87.4)                 | 30.8 (87.4)                 | 31.0 (87.8)                 | 31.3 (88.3)                 | 31.0 (87.8)                 | 30.5 (86.9)                 | 30.1 (86.2)                 | 30.7 (87.3)                 | 31.4 (88.5)                 | 31.9 (89.4)                 | 32.2 (90.0)                 | 31.3 (88.3)                 | 31.1 (87.9)                 |
| Trung bình ngày °C (°F)           | 26.9 (80.4)                 | 26.9 (80.4)                 | 27.0 (80.6)                 | 27.3 (81.1)                 | 27.2 (81.0)                 | 26.9 (80.4)                 | 26.4 (79.5)                 | 26.6 (79.9)                 | 26.8 (80.2)                 | 27.1 (80.8)                 | 27.8 (82.0)                 | 27.2 (81.0)                 | 27.0 (80.6)                 |
| Tối thiểu trung bình ngày °C (°F) | 23.0 (73.4)                 | 23.0 (73.4)                 | 23.1 (73.6)                 | 23.3 (73.9)                 | 23.5 (74.3)                 | 23.3 (73.9)                 | 22.7 (72.9)                 | 22.5 (72.5)                 | 22.3 (72.1)                 | 22.4 (72.3)                 | 23.4 (74.1)                 | 23.2 (73.8)                 | 23.0 (73.4)                 |
| Lượng mưa trung bình mm (inches)  | 114 (4.5)                   | 135 (5.3)                   | 172 (6.8)                   | 203 (8.0)                   | 219 (8.6)                   | 266 (10.5)                  | 192 (7.6)                   | 117 (4.6)                   | 79 (3.1)                    | 71 (2.8)                    | 88 (3.5)                    | 94 (3.7)                    | 1.750 (69)                  |
| Nguồn: Climate-Data.org           |                             |                             |                             |                             |                             |                             |                             |                             |                             |                             |                             |                             |                             |